# Галатария
Галатария (на гръцки: Γαλαταριά, Галатаря̀) е село в Кипър, окръг Пафос. Според статистическата служба на Република Кипър през 2001 г. селото има 55 жители.
Намира се на 3 км източно от Статос-Агиос Фотиос.